# Le Ham (Mayenne)
Le Ham è un comune francese di 445 abitanti situato nel dipartimento della Mayenne nella regione dei Paesi della Loira.

## Società

### Evoluzione demografica
Abitanti censiti